# Grand Prix automobile d'Abou Dabi 2018
GP précédent GP suivant
Le Grand Prix automobile d'Abou Dabi 2018 (Formula 1 2018 Etihad Airways Abu Dhabi Grand Prix) disputé le 25 novembre 2018 sur le Circuit Yas Marina, est la 997e épreuve du championnat du monde de Formule 1 courue depuis 1950. Il s'agit de la 9e édition du Grand Prix d'Abou Dabi comptant pour le championnat du monde de Formule 1 et la vingt-et-unième et dernière manche du championnat 2018.
Sacré pour la cinquième fois champion du monde au Mexique puis vainqueur, deux semaines plus tard au Brésil, pour offrir un cinquième titre des constructeurs consécutif à son écurie Mercedes Grand Prix, Lewis Hamilton continue sur sa lancée en battant à plusieurs reprises le record du circuit de Yas Marina lors des qualifications pour le porter à 1 min 34 s 794. Il réalise la quatre-vingt-troisième pole position de sa carrière et sa onzième de la saison. Le stand Mercedes pousse un cri de joie quand Valtteri Bottas réussit, lors de sa dernière tentative en Q3, à tourner à 162 millièmes de seconde de son coéquipier pour s'installer à ses côtés en première ligne. Sebastian Vettel, battu de plus de trois dixièmes de seconde, précède Kimi Räikkönen en deuxième ligne. Les Red Bull de Daniel Ricciardo et Max Verstappen occupent la troisième ligne et devancent Romain Grosjean et Charles Leclerc. Esteban Ocon et Nico Hülkenberg s'élancent de la cinquième ligne.
La saison se termine sur un tour d’honneur à trois de front, Lewis Hamilton et Sebastian Vettel encadrant Fernando Alonso ; les trois champions du monde qui comptent onze titres, l'achèvent par une série de donuts réalisés de concert au milieu de la piste alors qu'Alonso fait ses adieux à la Formule 1 après 312 départs depuis 2001. Auparavant, Hamilton a mis un point final à un exercice 2018 qu'il a particulièrement dominé dans sa deuxième partie, en remportant sa onzième victoire de la saison (tous les succès de Mercedes de l'année) et la soixante-treizième de sa carrière. La course démarre avec le spectaculaire accident de Nico Hülkenberg, qui part en tonneaux après un accrochage avec Romain Grosjean et se retrouve à l'envers à cheval sur les barrières de protection. La voiture de sécurité sort pour quatre tours le temps d'extraire le pilote allemand et de dégager sa monoplace. Un deuxième ralentissement du peloton, cette fois avec la voiture de sécurité virtuelle, a lieu au septième tour lorsque Kimi Räikkönen tombe en panne en pleine ligne droite pour son 150e et dernier Grand Prix avec Ferrari. Hamilton en profite pour plonger dans la voie des stands et se chausser de neuf ; il doit désormais finir la course avec son train de pneus super-tendres. 
Tandis que Max Verstappen, seulement neuvième au premier virage remonte vers l'avant à coups de dépassements tranchants, Hamilton patiente, le temps que ses rivaux procèdent à leurs changements de pneus. Daniel Ricciardo, dernier des hommes de tête à s'arrêter, mène ainsi la course du dix-septième au trente-troisième tour puis laisse le champ libre au quintuple champion du monde britannique qui s'impose sans problème. Derrière lui, Vettel dépasse Valtteri Bottas au trente-cinquième tour pour finir à deux secondes du vainqueur. Le Finlandais, en difficulté, cède ensuite face à Verstappen qui monte sur la troisième marche du podium puis laisse enfin passer Ricciardo qui prend la quatrième place ; Bottas finit derrière, à 48 secondes de son coéquipier. Carlos Sainz Jr. achève sa collaboration avec Renault au sixième rang, devant Charles Leclerc qui marque pour la dixième fois (et pour la troisième fois consécutive les points de la septième place) pour sa première saison en Formule 1 chez Sauber avant de rejoindre Ferrari en 2019. Sergio Pérez, huitième est le dernier dans le tour du vainqueur. Romain Grosjean et Kevin Magnussen prennent les points restants et Alonso se classe onzième. 
À l'issue d'une saison où, fait exceptionnel, tous les pilotes et toutes les écuries ont marqué des points, Lewis Hamilton avec 408 points (le plus gros total pour un champion du monde depuis l'instauration de la victoire à 25 points en 2010), dix-sept podiums, un seul abandon, devance Sebastian Vettel (320 points, cinq victoires, douze podiums) de 88 unités. Kimi Räikkönen conclut sa huitième et dernière saison avec Ferrari, dont il reste le dernier champion du monde (en 2007) et le dernier vainqueur (aux États-Unis) à la troisième place, avec 251 points. Max Verstappen échoue à deux points (249) mais dépasse lors de cette dernière course Valtteri Bottas (247 points). Daniel Ricciardo termine cinquième (170 points) et Nico Hülkenberg est le « meilleur des autres » avec 69 points. Du côté des écuries, Mercedes Grand Prix, avec onze victoires et quatre doublés, reste invaincue à l'ère des moteurs V6 turbocompressés à double système de récupération d'énergie avec 655 points et une large avance sur Ferrari (six victoires et 571 points). Red Bull Racing, avec quatre victoires et 419 points prend, à nouveau, la troisième place de ce championnat. Un gouffre sépare les trois écuries de pointe de Renault, quatrième avec 122 points. Suivent Haas (93 points), McLaren (62 points), Racing Point Force India (48 points marqués en neuf Grands Prix), Sauber (42 points), Toro Rosso (33 points) et Williams (7 points) ; Force India, exclue du championnat a néanmoins inscrit 59 points.

## Pneus disponibles
| Pneus pour piste sèche | Pneus pour piste sèche | Pneus pour piste sèche | Pneus pluie    | Pneus pluie |
| ---------------------- | ---------------------- | ---------------------- | -------------- | ----------- |
| Hyper tendres          | Ultra tendres          | Super tendres          | Intermédiaires | Pluie       |

## Essais libres

### Première séance, le vendredi de 13 h à 14 h 30
| Pos. | Pilote           | Voiture                           | Chrono         | Écart     |
| ---- | ---------------- | --------------------------------- | -------------- | --------- |
| 1    | Max Verstappen   | Red Bull-TAG Heuer                | 1 min 38 s 491 |           |
| 2    | Daniel Ricciardo | Red Bull-TAG Heuer                | 1 min 38 s 945 | + 0 s 454 |
| 3    | Valtteri Bottas  | Mercedes                          | 1 min 39 s 452 | + 0 s 961 |
| 4    | Lewis Hamilton   | Mercedes                          | 1 min 39 s 543 | + 1 s 052 |
| 5    | Esteban Ocon     | Racing Point Force India-Mercedes | 1 min 40 s 102 | + 1 s 611 |
| 6    | Kevin Magnussen  | Haas-Ferrari                      | 1 min 40 s 235 | + 1 s 744 |

- Robert Kubica, pilote de réserve de Williams, remplace Sergey Sirotkin lors de cette séance[3].
- Antonio Giovinazzi, pilote de réserve de Sauber, remplace Charles Leclerc lors de cette séance[4].
- Pour la première fois, Lewis Hamilton porte le no 1 sur le museau de sa Mercedes afin de fêter son cinquième titre mondial ; mais sur les flancs du capot moteur, le no 44 reste affiché[5],[6].

### Grille de départ

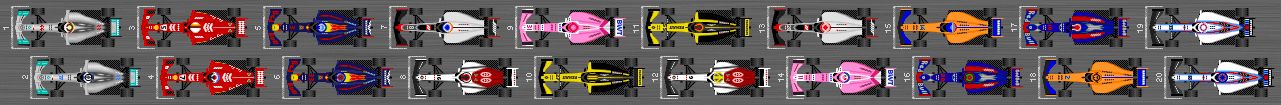
La grille de qualification et de départ du Grand Prix d'Abou Dabi 2018.

### Deuxième séance, le vendredi de 17 h à 18 h 30
| Pos. | Pilote           | Voiture            | Chrono         | Écart     |
| ---- | ---------------- | ------------------ | -------------- | --------- |
| 1    | Valtteri Bottas  | Mercedes           | 1 min 37 s 236 |           |
| 2    | Max Verstappen   | Red Bull-TAG Heuer | 1 min 37 s 280 | + 0 s 044 |
| 3    | Daniel Ricciardo | Red Bull-TAG Heuer | 1 min 37 s 428 | + 0 s 192 |
| 4    | Lewis Hamilton   | Mercedes           | 1 min 37 s 443 | + 0 s 207 |
| 5    | Kimi Räikkönen   | Ferrari            | 1 min 37 s 461 | + 0 s 225 |
| 6    | Sebastian Vettel | Ferrari            | 1 min 37 s 569 | + 0 s 333 |

### Troisième séance, le samedi de 14 h à 15 h
| Pos. | Pilote           | Voiture            | Chrono         | Écart     |
| ---- | ---------------- | ------------------ | -------------- | --------- |
| 1    | Lewis Hamilton   | Mercedes           | 1 min 37 s 176 |           |
| 2    | Kimi Räikkönen   | Ferrari            | 1 min 37 s 464 | + 0 s 288 |
| 3    | Sebastian Vettel | Ferrari            | 1 min 37 s 587 | + 0 s 411 |
| 4    | Max Verstappen   | Red Bull-TAG Heuer | 1 min 37 s 747 | + 0 s 571 |
| 5    | Valtteri Bottas  | Mercedes           | 1 min 37 s 933 | + 0 s 757 |
| 6    | Daniel Ricciardo | Red Bull-TAG Heuer | 1 min 38 s 090 | + 0 s 914 |

## Séance de qualifications

### Résultats des qualifications
| Pos.                                                                                      | Pilote            | Écurie                            | Qualifications 1 | Qualifications 2 | Qualifications 3 |
| ----------------------------------------------------------------------------------------- | ----------------- | --------------------------------- | ---------------- | ---------------- | ---------------- |
| 1                                                                                         | Lewis Hamilton    | Mercedes                          | 1 min 36 s 828   | 1 min 35 s 693   | 1 min 34 s 794   |
| 2                                                                                         | Valtteri Bottas   | Mercedes                          | 1 min 36 s 789   | 1 min 36 s 392   | 1 min 34 s 956   |
| 3                                                                                         | Sebastian Vettel  | Ferrari                           | 1 min 36 s 775   | 1 min 36 s 345   | 1 min 35 s 125   |
| 4                                                                                         | Kimi Räikkönen    | Ferrari                           | 1 min 37 s 010   | 1 min 36 s 735   | 1 min 35 s 365   |
| 5                                                                                         | Daniel Ricciardo  | Red Bull-TAG Heuer                | 1 min 37 s 117   | 1 min 36 s 964   | 1 min 35 s 401   |
| 6                                                                                         | Max Verstappen    | Red Bull-TAG Heuer                | 1 min 37 s 195   | 1 min 36 s 144   | 1 min 35 s 589   |
| 7                                                                                         | Romain Grosjean   | Haas-Ferrari                      | 1 min 37 s 575   | 1 min 36 s 732   | 1 min 36 s 192   |
| 8                                                                                         | Charles Leclerc   | Sauber-Ferrari                    | 1 min 37 s 124   | 1 min 36 s 580   | 1 min 36 s 237   |
| 9                                                                                         | Esteban Ocon      | Racing Point Force India-Mercedes | 1 min 36 s 936   | 1 min 36 s 814   | 1 min 36 s 540   |
| 10                                                                                        | Nico Hülkenberg   | Renault                           | 1 min 37 s 569   | 1 min 36 s 630   | 1 min 36 s 542   |
| 11                                                                                        | Carlos Sainz Jr.  | Renault                           | 1 min 37 s 757   | 1 min 36 s 982   |                  |
| 12                                                                                        | Marcus Ericsson   | Sauber-Ferrari                    | 1 min 37 s 619   | 1 min 37 s 132   |                  |
| 13                                                                                        | Kevin Magnussen   | Haas-Ferrari                      | 1 min 37 s 934   | 1 min 37 s 309   |                  |
| 14                                                                                        | Sergio Pérez      | Racing Point Force India-Mercedes | 1 min 37 s 255   | 1 min 37 s 541   |                  |
| 15                                                                                        | Fernando Alonso   | McLaren-Renault                   | 1 min 37 s 890   | 1 min 37 s 743   |                  |
| 16                                                                                        | Brendon Hartley   | Toro Rosso-Honda                  | 1 min 37 s 994   |                  |                  |
| 17                                                                                        | Pierre Gasly      | Toro Rosso-Honda                  | 1 min 38 s 166   |                  |                  |
| 18                                                                                        | Stoffel Vandoorne | McLaren-Renault                   | 1 min 38 s 577   |                  |                  |
| 19                                                                                        | Sergey Sirotkin   | Williams-Mercedes                 | 1 min 38 s 635   |                  |                  |
| 20                                                                                        | Lance Stroll      | Williams-Mercedes                 | 1 min 38 s 682   |                  |                  |
| Temps minimal à réaliser pour la qualification : 1 min 43 s 548 (107 % de 1 min 36 s 775) |                   |                                   |                  |                  |                  |

## Course

### Classement de la course
| Pos. | no | Pilote            | Écurie                            | Tours | Temps/Abandon                          | Grille | Points |
| ---- | -- | ----------------- | --------------------------------- | ----- | -------------------------------------- | ------ | ------ |
| 1    | 44 | Lewis Hamilton    | Mercedes                          | 55    | 1 h 39 min 40 s 382 (183,814 km/h)     | 1      | 25     |
| 2    | 5  | Sebastian Vettel  | Ferrari                           | 55    | + 2 s 581                              | 3      | 18     |
| 3    | 33 | Max Verstappen    | Red Bull-TAG Heuer                | 55    | + 12 s 706                             | 6      | 15     |
| 4    | 3  | Daniel Ricciardo  | Red Bull-TAG Heuer                | 55    | + 15 s 379                             | 5      | 12     |
| 5    | 77 | Valtteri Bottas   | Mercedes                          | 55    | + 47 s 957                             | 2      | 10     |
| 6    | 55 | Carlos Sainz Jr.  | Renault                           | 55    | + 1 min 12 s 548                       | 11     | 8      |
| 7    | 16 | Charles Leclerc   | Sauber-Ferrari                    | 55    | + 1 min 30 s 789                       | 8      | 6      |
| 8    | 11 | Sergio Pérez      | Racing Point Force India-Mercedes | 55    | + 1 min 31 s 275                       | 14     | 4      |
| 9    | 8  | Romain Grosjean   | Haas-Ferrari                      | 55    | + 1 tour                               | 7      | 2      |
| 10   | 20 | Kevin Magnussen   | Haas-Ferrari                      | 55    | + 1 tour                               | 13     | 1      |
| 11   | 14 | Fernando Alonso   | McLaren-Renault                   | 55    | + 1 tour (dont 5 secondes de pénalité) | 15     |        |
| 12   | 28 | Brendon Hartley   | Toro Rosso-Honda                  | 55    | + 1 tour                               | 16     |        |
| 13   | 18 | Lance Stroll      | Williams-Mercedes                 | 55    | + 1 tour                               | 20     |        |
| 14   | 2  | Stoffel Vandoorne | McLaren-Renault                   | 55    | + 1 tour                               | 18     |        |
| 15   | 35 | Sergey Sirotkin   | Williams-Mercedes                 | 55    | + 1 tour                               | 19     |        |
| Abd. | 10 | Pierre Gasly      | Toro Rosso-Honda                  | 46    | Moteur                                 | 17     |        |
| Abd. | 31 | Esteban Ocon      | Racing Point Force India-Mercedes | 44    | Moteur                                 | 9      |        |
| Abd. | 9  | Marcus Ericsson   | Sauber-Ferrari                    | 24    | Perte de puissance                     | 12     |        |
| Abd. | 7  | Kimi Räikkönen    | Ferrari                           | 6     | Électricité                            | 4      |        |
| Abd. | 27 | Nico Hülkenberg   | Renault                           | 0     | Accrochage                             | 10     |        |

### Pole position et record du tour
- Pole position :  Lewis Hamilton (Mercedes) en 1 min 34 s 794 (210,925 km/h)[11].
- Meilleur tour en course :  Sebastian Vettel (Ferrari) en 1 min 40 s 876 (198,225 km/h) au cinquante-quatrième tour[12].

### Tours en tête
- Lewis Hamilton (Mercedes) : 29 tours (1-7 / 34-55)[13]
- Valtteri Bottas (Mercedes) : 9 tours (8-16)
- Daniel Ricciardo (Red Bull Racing-Tag Heuer) : 17 tours (17-33)

## Classements généraux à l'issue de la course
| Pos.     | Pilote            | Écurie                            | Points |
| -------- | ----------------- | --------------------------------- | ------ |
| Champion | Lewis Hamilton    | Mercedes                          | 408    |
| 2        | Sebastian Vettel  | Ferrari                           | 320    |
| 3        | Kimi Räikkönen    | Ferrari                           | 251    |
| 4        | Max Verstappen    | Red Bull-TAG Heuer                | 249    |
| 5        | Valtteri Bottas   | Mercedes                          | 247    |
| 6        | Daniel Ricciardo  | Red Bull-TAG Heuer                | 170    |
| 7        | Nico Hülkenberg   | Renault                           | 69     |
| 8        | Sergio Pérez      | Racing Point Force India-Mercedes | 62     |
| 9        | Kevin Magnussen   | Haas-Ferrari                      | 56     |
| 10       | Carlos Sainz Jr.  | Renault                           | 53     |
| 11       | Fernando Alonso   | McLaren-Renault                   | 50     |
| 12       | Esteban Ocon      | Racing Point Force India-Mercedes | 49     |
| 13       | Charles Leclerc   | Sauber-Ferrari                    | 39     |
| 14       | Romain Grosjean   | Haas-Ferrari                      | 37     |
| 15       | Pierre Gasly      | Toro Rosso-Honda                  | 29     |
| 16       | Stoffel Vandoorne | McLaren-Renault                   | 12     |
| 17       | Marcus Ericsson   | Sauber-Ferrari                    | 9      |
| 18       | Lance Stroll      | Williams-Mercedes                 | 6      |
| 19       | Brendon Hartley   | Toro Rosso-Honda                  | 4      |
| 20       | Sergey Sirotkin   | Williams-Mercedes                 | 1      |

| Pos.     | Écurie                            | Points |
| -------- | --------------------------------- | ------ |
| Champion | Mercedes                          | 655    |
| 2        | Ferrari                           | 571    |
| 3        | Red Bull-TAG Heuer                | 419    |
| 4        | Renault                           | 122    |
| 5        | Haas-Ferrari                      | 93     |
| 6        | McLaren-Renault                   | 62     |
| 7        | Racing Point Force India-Mercedes | 52     |
| 8        | Sauber-Ferrari                    | 48     |
| 9        | Toro Rosso-Honda                  | 33     |
| 10       | Williams-Mercedes                 | 7      |
| Exclu    | Force India-Mercedes              | 59     |

## Statistiques
Le Grand Prix d'Abou Dabi 2018 représente :
- la 83e pole position de Lewis Hamilton, sa onzième de la saison et sa quatrième au Grand Prix d'Abou Dabi[16] ;
- la 73e victoire de Lewis Hamilton, sa onzième de la saison[17] ;
- la 87e victoire de Mercedes Grand Prix en tant que constructeur[18] ;
- la 173e victoire de Mercedes en tant que motoriste[19] ;
- le 97e et dernier départ en Formule 1 de Marcus Ericsson[20] ;
- le 41e et dernier départ en Formule 1 de Stoffel Vandoorne[21].
- le 150e Grand Prix de Daniel Ricciardo et son 100e pour Red Bull Racing[22] ;
- Les 408 points de Lewis Hamilton constituent le score le plus élevé depuis l'instauration en 2010 du système de points qui vont de 25 pour la victoire à 1 pour la dixième place[23] ;
- le 312e départ en Formule 1 de Fernando Alonso avant de quitter la Formule 1 et son retour en 2021[24].

Au cours de ce Grand Prix :
- Lewis Hamilton passe la barre des 3 000 points inscrits en Formule 1 (3 018 points inscrits). Il est le premier pilote de Formule 1 à marquer plus de 3 000 points dans sa carrière[25],[26] ;
- Fernando Alonso est élu « Pilote du jour » à l'issue d'un vote organisé sur le site officiel de la Formule 1[27] ;
- Felipe Giaffone (rookie of the year 1995 en Atlantic Championship puis rookie of the year 2001 en Indy Racing League et troisième des 500 miles d'Indianapolis 2002) est nommé conseiller auprès des commissaires de course par la FIA pour les aider dans leurs jugements[28].